# Hyleoglomeris japonica
Hyleoglomeris japonica är en mångfotingart som beskrevs av Karl Wilhelm Verhoeff 1936. Hyleoglomeris japonica ingår i släktet Hyleoglomeris och familjen klotdubbelfotingar. Inga underarter finns listade i Catalogue of Life.